# 源武山源右エ門
源武山 源右エ門（げんぶやま げんえもん、1887年（明治20年）9月24日 - 1942年（昭和17年）11月23日）は、山形県最上郡出身の元大相撲力士。本名は荒木 繁治。相撲隠語の源武に名を残す。

## 略歴
18歳の時日露戦争に志願兵で出征、勲八等を受勲した。その後伊勢ノ海部屋に入門し21歳で1909年（明治42年）6月最上川と名乗り序ノ口についた。1911年（明治44年）6月紅葉山 しげ二と改名。1914年（大正3年）5月三段目42枚目まで上り下の名を大五郎とするがこの場所限りで脱走した。
1916年（大正5年）1月大阪相撲の朝日山部屋に入り最上川 繁治で取り、6月幕下6枚目に付けられた。1917年（大正6年）1月十両となるが1918年（大正7年）1月場所後また脱走。1920年（大正9年）5月復帰した際に東京の関脇（のち横綱）源氏山大五郎の向こうを張って源氏山 守太郎と名乗った。1922年（大正11年）1月再十両。1923年（大正12年）5月東十両筆頭まで進むが龍神事件が発生しまたしても脱走。1924年（大正13年）1月10年ぶりに東京相撲に復帰。この場所は名古屋市で開催され源武山と名乗って幕下格に付けられたが1日だけ取ってまたまた大阪に戻り源氏山 源右エ門で大阪相撲の1月場所に出場した。
1927年（昭和2年）1月の東西合併の際には大阪の力士はほとんどが大きく番付を下げられたが、彼は連盟相撲で好成績を修め、幕下5枚目から十両11枚目に付けられた。源武山 源右エ門と名乗り、1月場所は2勝4敗に終わるも大阪で行われた3月場所9勝2敗で十両優勝を果たし、大きく喝采を浴びた。このとき39歳。京都で行われた10月場所では1場所だけ源氏山を名乗った。1928年（昭和3年）3月まで十両を務め昭和以降で数少ない40歳関取を記録している。背は低いが体重は140kg、怪力でゴリラのようと言われ頭捻りを得意とした。
その後も現役を続け1931年（昭和6年）1月には三段目尻から2枚目まで下げている。1932年（昭和7年）1月に発生した春秋園事件により幕下に格上げされ2月4勝4敗、3月4勝3敗3休の成績を残すがこの場所限り44歳で廃業した。その後は大阪で銭湯を経営し1942年（昭和17年）11月23日55歳で死去。

## 源武
相撲界で「源武」（げんぶ）といえばタニマチ（贔屓・後援者）に取り行って、お世辞を並べて祝儀をもらう意味で多分に軽蔑の意を込めて使われる。源武山は地方巡業になると行く先々の町の名士あてに筆書きでどんどん挨拶状を送り、その地に着くと「勲八等　源武山源右エ門」と刷った名刺と土産の包みを持ち羽織袴で戸別訪問、ご祝儀を貰えば礼状を欠かさず帳面に年月日、タニマチの名、ご祝儀、ご馳走と細大漏らさず書き記して次の訪問時に役立てたという。相撲よりもタニマチ巡りに熱心で「あの体で押せば大関」と関係者を惜しがらせた。
天龍三郎が起こした春秋園事件は力士の待遇改善が目的だったが、源武山を蔑む関取衆が彼と同じようにタニマチの御機嫌を取らなければ生活できない状況にあったことが天龍の動機になったという。